# زنبور بی‌عسل
زنبورهای بی‌عسل حشراتی هستند که در راستهٔ پرده‌بالان و زیرراستهٔ باریک‌تنه‌داران قرار دارند. زنبورهای بی‌عسل نقشی بسیار حیاتی در کنترل جمعیت حشرات و دفع طبیعی آفات دارند چراکه تقریباً تمام گونه‌های حشراتی که آفت کشاورزی و باغ‌داری محسوب می‌شوند دست‌کم یک گونه زنبور بی‌عسل به عنوان شکارچی یا انگل آن‌ها وجود دارد به همین دلیل استفاده از زنبورهای بی‌عسل برای کنترل بیولوژیکی آفات در حال گسترش است.
زنبورهای بی‌عسل بیش از یکصد هزار گونه دارند. بیشتر آن‌ها زندگی انگلی و انفرادی دارند اما برخی هم زندگی اجتماعی دارند و کندوهایی شبیه به کندوهای زنبور عسل می‌سازند اما هیچ‌یک از آن‌ها عسل تولید نمی‌کنند. بیشتر آن‌ها همه‌چیزخوارند و از شهد گل‌ها، میوه‌های افتاده و لاشه‌ها تغذیه می‌کنند. اکثر زنبورهای بی‌عسل نقشی در گرده‌افشانی ندارند اما تعداد کمی از آن‌ها در گرده‌افشانی مشارکت می‌کنند. به ویژه زنبورهای انجیر که تنها گرده‌افشان درختان انجیر محسوب می‌شوند و اهمیت حیاتی در بقای این درختان دارند.

## نگارخانه

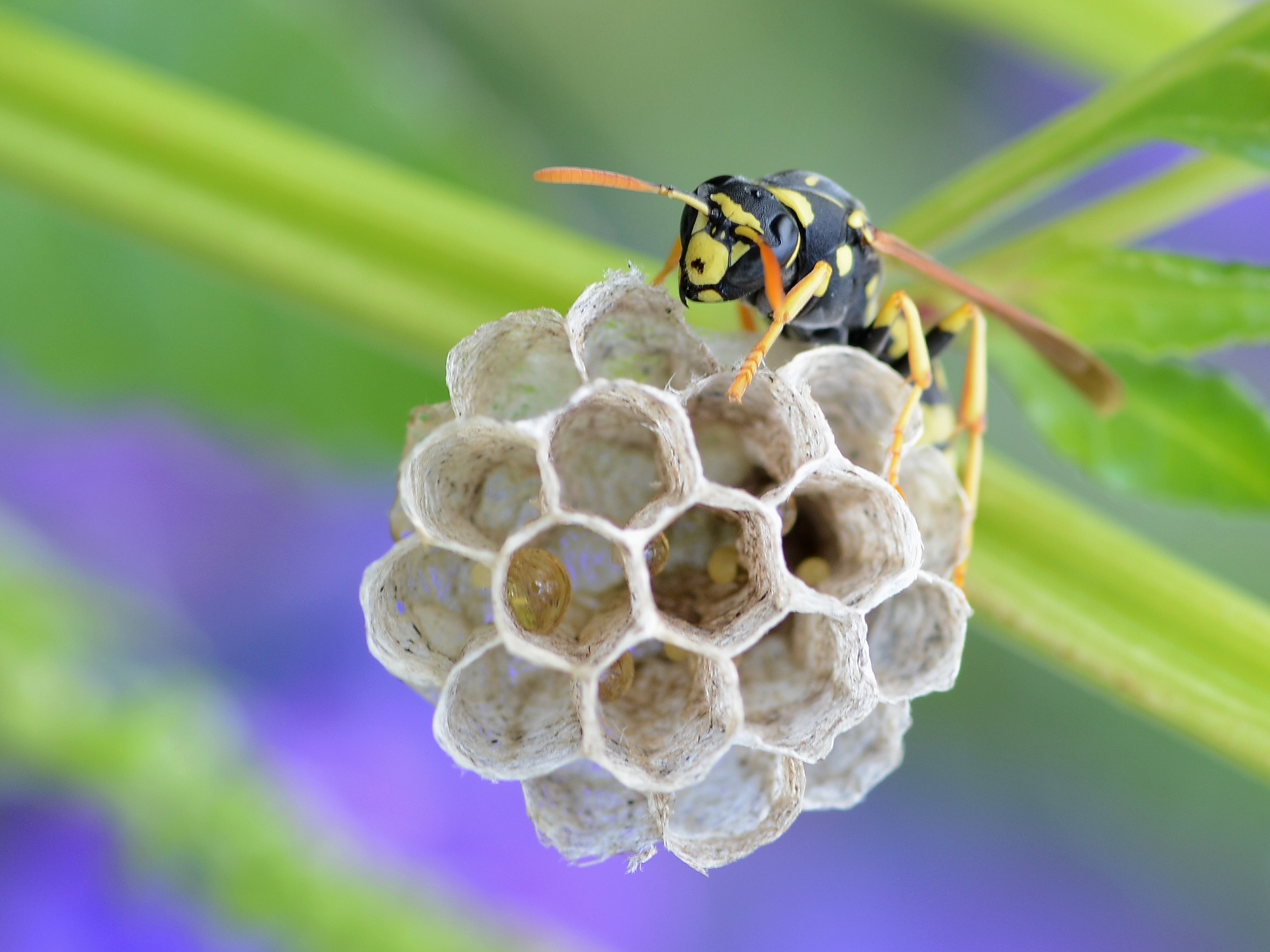
محل تخم‌ریزی ملکه زنبور وحشی
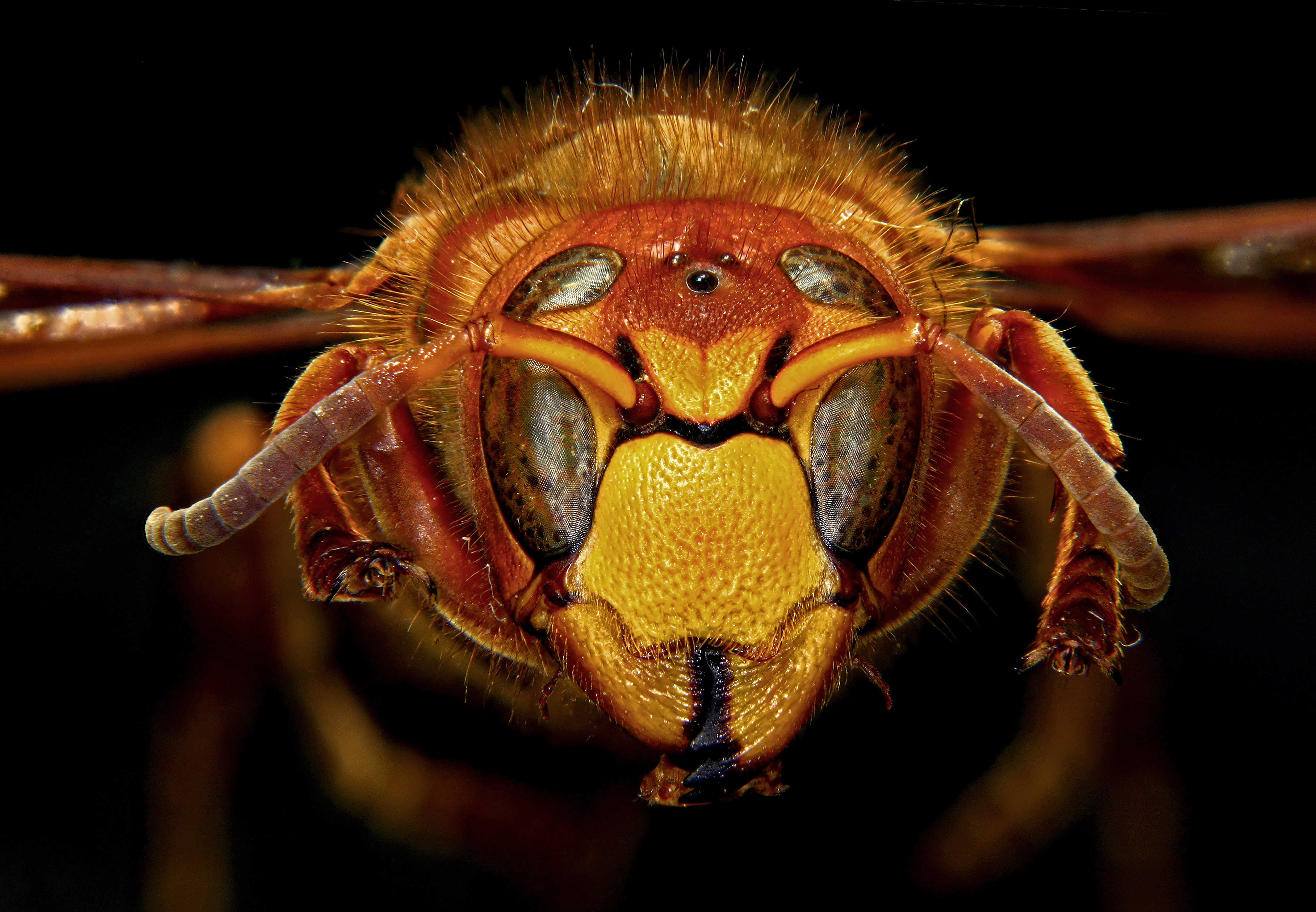
نمایی بزرگ‌شده از سر زنبور سرخ اروپایی